# 언제나 그 자리에
"언제나 그 자리에"는 1990년에 개봉한 대한민국의 영화이다.

## 캐스팅
- 김천만
- 정소녀
- 박양희
- 김국현
- 서평석
- 박동열
- 이주철
- 안혜리
- 김경주
- 김효선
- 최성관
- 전숙
- 신동욱
- 정영국
- 홍윤정
- 김소연
- 홍성웅
- 최정화
- 김민성
- 이정경
- 김은희
- 권미혜 (우정출연)
- 오도규 (우정출연)